# Paradossenus corumba
Paradossenus corumba là một loài nhện trong họ Trechaleidae.
Loài này thuộc chi Paradossenus. Paradossenus corumba được miêu tả năm 2000 bởi Antonio D. Brescovit & Raizer.